# Tryphomys adustus
Tryphomys adustus es una especie de roedor de la familia Muridae, la única especie del género Tryphomys.

## Distribución geográfica
Es endémico de la isla de Luzón (Filipinas). 